# Montaulieu
Montaulieu település Franciaországban, Drôme megyében. Lakosainak száma 88 fő (2022. január 1.). Montaulieu Arpavon, Bénivay-Ollon, Châteauneuf-de-Bordette, Curnier, Les Pilles és Rochebrune községekkel határos.

## Népesség
A település népességének változása:
| Lakosok száma | 41   | 69   | 51   | 74   | 79   | 82   | 83   | 85   | 85   | 88   |
|               | 1968 | 1982 | 1990 | 2006 | 2013 | 2015 | 2017 | 2019 | 2020 | 2022 |